# Železniční trať Warszawa Śródmieście WKD – Grodzisk Mazowiecki Radońska
Železniční trať Warszawa Śródmieście WKD – Grodzisk Mazowiecki Radońska (v Polsku označená číslem 47) je dvoukolejná elektrifikovaná železniční trať o délce 32,5 km, ze stanice Podkowa Leśna Główna pokračuje trať jako jednokolejná. Provoz na ní byl zahájen 11. prosince roku 1927 pod názvem Elektryczna Kolej Dojazdowa, jednalo se o první elektrizovanou železnici v Polsku. Spojuje centrum Varšavy a Grodzisk Mazowiecki, město, jež se nachází jihozápadně od Varšavy, v Mazovském vojvodství. Železniční trať Podkowa Leśna Główna – Milanówek Grudów (v Polsku označená číslem 48) odbočuje ze stanice Podkowa Leśna Główna.
Do roku 1932 jezdily vlaky mezi stanicemi Warszawa Marszałkowska – Grodzisk Mazowiecki Radońska.